# 哈扎布
哈扎布（1922年—2005年），男，蒙古族，内蒙古阿巴哈纳尔旗人，中国蒙古族民歌演唱家，曾任中国音乐家协会理事。